# 佐藤まり江
佐藤 まり江（さとう まりえ、1978年〈昭和53年〉9月21日 - ）は、日本のニュースキャスター、エッセイスト、モデル、女優。東京都出身。身長は156cm。血液型はO型。

## 経歴
1999年、聖心女子大学在学中にTBS「サンデーモーニング」のリポーターとしてデビュー。
大学卒業後の2001年から本格的にキャスター業に取組み、これまでにフジテレビ「めざビズ」（月曜 - 金曜）、NHK総合「お元気ですか日本列島」（月曜 - 金曜）、NHK総合「つながるテレビ＠ヒューマン」、NHK教育「まる得マガジン」、朝日ニュースターのニュースキャスターなどを担当。
また、近年はモデル・女優として、多くのCMやショートムービーなどに出演している。
その他、エッセイスト・ライターとしても株式や投資関係の執筆を数多く担当。主な著書に『1万円からはじめる株の本』（PHP研究所）、『佐藤まり江のおすすめ株主優待』『一番やさしい資産設計入門』（翔泳社）、『佐藤まり江のブログで読む世界一やさしい株入門』（実業之日本社）などがある。

## 出演

### レギュラー番組
- サンデーモーニング（1999年10月 - 2002年9月、TBS）
- 朝日ニュース（2000年4月 - 2001年3月、朝日ニュースター）
- わくわくステーション（2000年7月 - 12月、朝日ニュースター）
- 金融得ダネ5 (2002年4月 - 2003年3月、ep放送）
- めざビズ （2003年7月 - 2003年9月、フジテレビ）月 - 金
- お元気ですか日本列島（2004年4月 - 2005年9月、NHK総合）月 - 金「ハツラツ道場」コーナー出演。
- まる得マガジン （2005年10月 - 2006年1月、NHK教育）
- 資産運用の掟（2005年10月 - 2006年3月、スカイパーフェクTV）
- つながるテレビ@ヒューマン（2006年1月 - 2007年3月、NHK総合）
- ファイナンシャルBOX（2007年4月 - 2008年3月、ラジオNIKKEI）
- 鹿島杯女流将棋トーナメント（2003年7月 - 2007年10月、東京MXTV）
- money cafe（2008年4月 - 2009年3月、BS11）[3]
- ゴールドハウス（2008年10月 - 2009年9月、フジテレビ）
- ビジネス・フロンティア（2008年4月- 2010年3月、日テレG+）
- 解決!マネーの達人（2009年5月 - 2010年4月、スカイパーフェクTV）
- ものづくりの挑人たち（2010年4月 - 2012年3月、日経CNBC）
- 会社の流儀（2011年11月 - 、日経CNBC）不定期出演
- 住ますたTV（2014年10月 - 、J:COM）不定期出演
- 生中継だョ!米雇用統計（2016年12月 - ）
- くらしのラボ（2018年1月 - ）[4]

### ゲスト出演
- 小堺一機のサタデー・ウィズ （TBSラジオ）

### その他
- 日建学院 HP動画「佐藤まり江の株式入門」[5]
- HANDSHAKING（2006年10月 - 2007年3月）パーソナリティー
- 株式売買トレーナーカブトレ！オフィシャルガイド[6]
- 株式売買トレーナー カブラジNEXT! 第9回（最終回）[7]
- 外為売買トレーナーカブトレ！FX公式サイト「佐藤まり江さんのはじめてのFX」[8]

### CM
- アメリカンホームダイレクト（2002年 - 2004年。キャスター役）
- am/pm（2005年。レポーター役）
- 太田胃散（2006年。優香の親友役）
- 東京都知事選挙（2007年。ナレーション）
- ラ・パルレ（2007年。ナレーション）
- とちぎトヨタ（2008年）
- シャープ「アクオス」（2009年。お天気キャスター役）
- 「ジェイ・エル・ホーム」（2009年）
- 全国宅地建物取引業協会連合会（2013年。イメージキャラクター）
- 日本通運（2014年。記者役）
- 柴野工務店（2014年。イメージキャラクター）
- 和食さと（2015年）
- 日本気象協会（2015年。お天気キャスター役）
- P&G 「JOY」（2016年）
- 荘内銀行（2016年）  - ほか

### Web広告
- シチズン宝飾（2011年）
- NTTコミュニケーションズ（2011年）
- 松井証券（2011年）
- スルガ銀行（2012年）
- スリーエム ジャパン（2015年）
- DMM.make ROBOTS「Palmi（パルミー）」（2015年）
- NTTドコモ（2016年）

### ショートムービー
- タクシーハローワーク「私の好きなひと」 - YouTube
- ゆいの森あらかわPR映像 - YouTube

## 執筆

### 著書
- 「1万円からはじめる株の本」（PHP研究所、2005年：ISBN 978-4569644264）
- 「佐藤まり江のおすすめ株主優待　厳選331徹底ガイド」（翔泳社、2005年：ISBN 978-4798109459）
- 「佐藤まり江のブログで読む世界一やさしい株入門」（実業之日本社、2006年：ISBN 978-4408323084）
- 「一番やさしい資産設計入門」（翔泳社、2006年：ISBN 978-4798110530）
- 「株主優待 2006 - 2007」（翔泳社、2006年：ISBN 978-4798111629）
- 「1万円からはじめる投資の本」（PHP研究所、2007年：ISBN 978-4569690919）

### 連載
- KING「佐藤まり江先生の、オレでも分かる株入門」（講談社）
- ブランドバザール「佐藤まり江の株入門」（成美堂出版）

### WEB
- Webサイト「佐藤まり江のお散歩日記」（2004年1月 - 10月）
- Webサイト「佐藤まり江のめざせ紙人」（2006年4月 - ）
- 外為どっとコム
  - FXブログ STAGE of BATTLE 7th（2009年6月 - 9月）[9]
  - FXブログ STAGE of BATTLE 10th（2010年3月 - 6月）[10]
  - FXブログ STAGE of BATTLE 12th（2010年10月 - 12月）[11]